# آندژی کوزاک
آندژی کوزاک (انگلیسی: Andrzej Kozak؛ زادهٔ ۱۴ سپتامبر ۱۹۳۴) بازیگر اهل لهستان است.
از فیلم‌ها یا برنامه‌های تلویزیونی که وی در آن نقش داشته‌است، می‌توان به سیل، خوبال و جاسوسان ورشو اشاره کرد.